# Kara Kojunlu
Kara Kojunlu ali Qara Qoyunlu  (azerbajdžansko Qaraqoyunlular, قاراقویونلولار‎; perzijsko قره قویونلو), znani tudi kot Turkmeni črne ovce, so bili kulturno perzijska, muslimanska. turkomanska monarhija, ki je vladala na ozemlju, ki obsega današnji Azerbajdžan, Armenijo, severozahodni Iran, vzhodno Turčijo in severovzhodni Irak, od približno leta 1374 do 1468.

## Zgodovina

### Etimologija
Ime Kara Kojunlu dobesedno pomeni "[tisti s] črnimi ovcami". Domneva se, da se to ime nanaša na stare totemske simbole, vendar je bilo po mnenju Rashida al-Dina Hamadanija Turkom prepovedano jesti meso njihovih totemskih živali, zato je to malo verjetno glede na pomen ovčetine v prehrani nomadskih pastirjev. Druga hipoteza je, da se ime nanaša na prevladujočo barvo njihovih čred.

### Izvor
Vladarska družina je izhajala iz plemena Yıwa Oguških Turkov, natančneje iz Baharlu, ki so do štirinajstega stoletja posedovali ozemlja severno od jezera Van in Mosula v Gornji Mezopotamiji. Po mnenju Faruka Sümerja je bilo pleme Kara Kojunlu nedvomno podpleme (oba) Oguzov in trditev Vladimirja Minorskega, da je to podpleme pripadalo Yiwi, je verjetno resnična.
Duharlujski Turkmeni, veja Kara Kojunlu, so se prvič pojavili v Kroniki Michaela Panaretosa. Verjetno je, da je pleme Duharlu prišlo v Anatolijo iz Srednje Azije med mongolskimi vdori, o čemer priča legendarna tradicija Kara Kojunlu.

### Vzpon
Turkomani Kara Kojunlu so bili sprva vazali Džalajiridskega sultanata v Bagdadu in Tabrizu od približno leta 1375, ko je Mosulu vladal vodja njihovega vodilnega plemena. Vendar so se uprli Džalajiridom in si zagotovili neodvisnost od dinastije z osvojitvijo Tabriza s strani Kara Jusufa.
Leta 1400 je Timuridsko cesarstvo pod Timurlenkom premagalo Kara Kojunluje, Qara Yusuf pa je pobegnil v Egipt in poiskal zatočišče pri Mameluškem sultanatu. Kara Jusufa je sprejel šejk Mahmud, nāʾib iz Damaska. Nedolgo zatem je v Damask prišel tudi jalayiridski sultan Ahmad Jalayir . Ker ni želel poslabšati odnosov s Timurlenkom, se je An-Nasir Faraj strinjal, da bo ujel Qara Yusufa in Ahmada Jalayirja ter mu ju izročil. V zaporu sta voditelja skupaj obnovila prijateljstvo in sklenila dogovor, da bo Ahmad Jalayir obdržal Bagdad, medtem ko bo Qara Yusuf imel Azerbajdžan. Ahmad je posvojil tudi Qara Yusufovega sina Pirbudaga.
Ko je Timur leta 1405 umrl, je an-Nasir Faraj oba izpustil. Vendar pa so jih po besedah Faruka Sümerja izpustili po ukazu uporniškega valija iz Damaska, šejka Mahmuda.
Qara Yusuf je po vrnitvi iz izgnanstva prisilil Timurjevega guvernerja province Van, Izzaddina Širuja, da se je podredil, hkrati pa ujel še enega namestnika po imenu Altamiš, ki ga je postavil Timurlenk in ga poslal v Barquq. Kasneje se je preselil na ozemlje Azerbajdžana. V bitki pri Nahčivanu 14. oktobra 1406 premagal pripadnika timuridske dinastije Abu Bakra (vnuka Timurlenka in sin Miran Šaha) in ponovno zavzel Tabriz. Abu Bakr in njegov oče Miran Šah sta poskušala ponovno zavzeti Azerbajdžan, a jima je 20. aprila 1408 Kara Jusuf v bitki pri Sardrudu zadal odločilen poraz, v katerem je bil Miran Šah ubit. Jeseni 1409 je Kara Jusuf vstopil v Tabriz in poslal plenilsko skupino v Shirvan, zlasti v Šeki, Azerbajdžan, ki pa ni bila uspešna.

### Armenija
Leta 1410 je Armenija padla pod oblast Kara Kojunlu. Glavni viri armenski, ki so na voljo v tem obdobju, izvirajo od zgodovinarja Tovme Metsopetsija in več kolofonov do sodobnih rokopisov. Po Tovminih besedah so bila zgodnja leta njihove vladavine, čeprav so Kara Kojunlu pobirali visoke davke proti Armencem, relativno mirna in je prišlo do nekaj obnove mest. To mirno obdobje pa je prekinil vzpon Qare Iskanderja, ki je Armenijo domnevno spremenil v "puščavo" in jo podvrgel "opustošenju in plenjenju, pokolu in ujetništvu". Iskanderjeve vojne s Timuridi in njihov končni poraz so v Armeniji povzročili nadaljnje uničenje, saj so bili številni Armenci ujeti in prodani v suženjstvo, dežela pa je bila deležna popolnega plenjenja, zaradi česar so mnogi morali zapustiti regijo. Iskander se je poskušal spraviti z Armenci tako, da je za enega od svojih svetovalcev imenoval Armenca iz plemiške družine, Rustuma.
Ko so Timuridi začeli svoj zadnji vdor v regijo, so prepričali Džihanšaha, Iskanderjevega brata, da se obrne proti svojemu bratu. Džihanšah je v Sjuniku (zgodovinska provinca) izvajal politiko preganjanja Armencev, kolofoni armenskih rokopisov pa beležijo, da so njegove sile izplenile samostan Tatev. Tudi on si je prizadeval za »zbliževanje« z Armenci, dodelil je zemljo fevdalnim gospodom, obnovil cerkve in odobril selitev sedeža katoliške cerkve Armenske apostolske cerkve v stolnico Ečmiadzin leta 1441. Kljub vsemu je Džihanšah še naprej napadal armenska mesta in jemal armenske ujetnike, medtem ko je država v zadnjih letih Džihanšahovih neuspešnih bojev z Ak Kojunlujem doživela nadaljnje opustošenje.

### Bagdad
Leta 1410 so Kara Kojunlu zavzel Bagdad. Vzpostavitev podrejene linije Kara Kojunlu tam je pospešila padec Jalayiridov, ki so jim nekoč služili. Kljub notranjim bojem med potomci Qara Yusufa po njegovi smrti leta 1420 se je država Kara Kojunlu po Qara Yusufu sesula. Po smrti Qara Yusufa decembra 1420 je timurid Šahruh Mirza poskušal odvzeti Azerbajdžan Qara Yusufovemu sinu Iskandarju, pri čemer je izkoristil dejstvo, da nobeden od njegovih sinov ni spremljal očeta. Kljub temu, da so dvakrat v letih 1420–21 in 1429 premagali Iskanderja, so Timuridi uspeli šele na tretji ekspediciji Šahruha Mirze v letih 1434–35, ko je vlado zaupal Iskanderjevemu bratu, Džahanu Šahu (1436–1467) kot svojemu vazalu.
Leta 1436 je Kara kojunlu vladar Džahan Šah sklenil mir s timuridskim vladarjem Šahruh Mirzo in si zagotovil pomoč, da je premagal Iskanderja in zasedel prestol. Posvojila ga je tudi Gawhar Šad (glavna žena Šahruh Mirze) in je bil 19. aprila 1438 kronan z vzdevkom Muzaffar al-Din. Po smrti Timuridskega vladarja Šahruh Mirze leta 1447 je Džahan Šah postal neodvisni vladar Kara Kojunluja in začel uporabljati naziva sultan in kan. Hkrati je Timuridsko cesarstvo izkoristilo boje med turkomanskimi knezi in zavzelo mesti Sultanija in Kazvin. Mir je bil sklenjen, ko se je Sultan Muhammad bin Baysonqor poročil s hčerko Džahan Šaha. Vendar je ponovno zavzel ozemlja, ki jih je izgubil od Abul-Kasima Baburja Mirze. Po Šahruh Mirzovi smrti leta 1447 so Turkmeni Kara Kojunlu priključili dele Iraka in vzhodne obale Arabskega polotoka ter zahodni Iran, ki so ga nadzorovali Timuridi.

### Južna in vzhodna širitev
V letih 1452–1453 je Džahan Šah izkoristil priložnost smrt Sultana Muhammada bin Baysonqorja, timuridskega guvernerja Farsa, za nadaljnjo širitev proti vzhodu in jugu, pri čemer je zavzel Savah, Qumm, Isfahan, Širaz in Jazd. Podprl ga je njegov sin Pir Budaq, ki je postal guverner Širaza.
Poleti 1458 je Džahan Šah napredoval vse do Herata, vendar se je moral po nekaj mesecih vrniti zaradi upora njegovega sina Hasana Alija in tudi zaradi timuridskega vladarja Abu Sa'ida Mirze ter oblegal Tabriz.
Hasan Ali je bil zaradi svoje uporniške narave nekaj časa zaprt v zaporu Maku, Iran. Pozimi 1458 je bil poražen. Tokrat pa se je uprl njegov sin Pirbudag, ki se mu je kmalu pridružil Hasan Ali v provinci Fars. Vendar so mu na prošnjo matere prizanesli in nadomestil ga je Mirza Yusuf, še en sin Džahana Šaha. Pirbudaga so poslali vladat Bagdadu, njegovega drugega sina Kasim bega so dodelili v Kerman, Hasan Ali pa je bil ponovno zaprt. Vendar se je Pirbudag ponovno uprl, zdaj je nadzoroval Bagdad. Poražen je bil leta 1464 in usmrčen s strani Mirze Muhammada.

### Upad
Čeprav je med svojo vladavino pridobil veliko ozemlja, so Džahan Šaha za njegovo vladavino skrbeli njegovi uporniški sinovi in skoraj avtonomni vladarji Bagdada, ki jih je leta 1464 izgnal. Leta 1466 je Džahan Šah poskušal odvzeti Diyarbakır od Ak Kojunluja (»Bele ovce Turkomani«), vendar je bil to katastrofalen neuspeh, ki je povzročil Džahan Šahovo smrt in propad nadzora Kara Kojunlujskih Turkomanov na Bližnjem vzhodu. Džahanšah je umrl v bitki pri Čapakčuru leta 1467. Kara Kojunlu je bil skoraj uničen. Tokrat je na oblast prišel Hasanali Mirza, a ga je ubil vladar Ak Kojunlijev Uzun Hasan.
Do leta 1468, na vrhuncu moči pod Uzun Hasanom (1452–1478), jeAk Kojunlu premagal Kara Kojunlu in osvojil Irak, Azerbajdžan in zahodni Iran.

## Religija
[[File:Blue_Mosque_(Tabriz)_General_view.jpg|thumb|Gradnja Modre mošeje, Tabriz se je začela leta {{870 s pomočjo fundacije, ki jo je ustanovila žena Džahanšaha in je bila dokončana med vladavino Ak Kojunlijev v 1480-ih.]]
Trditev, da je obstajal jasen kontrast med sunizmom Ak Kojunlijev in šiizmom Kara Kojunlijev ter Safavidov, temelji predvsem na kasnejših safavidskih virih in jo je treba obravnavati kot dvomljivo.— R. Quiring-Zoche, Encyclopædia Iranica
Kar zadeva versko pripadnost Kara Kojunlujev, čeprav so nekateri kasnejši člani družine imeli imena šiitskega tipa in so se občasno pojavljali šiitski napisi na kovancih, se zdi, da ni močnih dokazov o izrazitih šiitskih simpatijah med številnimi turkmenskimi elementi tistega časa.— C. E. Bosworth, Nove islamske dinastije

V obdobju Kare se je šiizem razširil. Uspešne dejavnosti šejka Junayda-i Safavija v Azerbajdžanu in Anatoliji ter Muša'ša'iyyah v Khuzestanu so najpomembnejši dokazi, da se je šiizem širil z mečem. Lahko rečemo, da je, tako kot Yar Ali (brat Kare Yusufa) v dinastiji Kara Kojunlu, obstajala zavestna ljubezen do Alija (kalifa). Vendar pa so imena štirih kalifov vidna na kovancih Kare Yusufa, Isqandarja in Jahan Shaha. Poleg tega v sodobnih virih Ak Kojunlu, Mamelukov in Timuridov ni zapisa, da bi bili vladarji Kara Kojunlu nagnjeni k šiizmu.— Faruk Sümer, İslâm Ansiklopedisi

## Upravljanje
Državna organizacija Kara Kojunlu je temeljila predvsem na njenih predhodnikih, Jalayiridih in Ilkanatih. Vladarji Kara Kojunlu so uporabljali naziv sultan od ustoličenja Pirbudaga s strani Qara Yusufa. Včasih se je na kovancih pojavljal naziv bahadur. Uporabljali so tudi nazive kan, kagan in padišah.
V skladu s perzijsko kulturo so Kara Kojunlu uporabljali perzijski jezik za diplomacijo, poezijo in kot dvorni jezik. Diplomatska pisma Timuridom in Osmanom so bila napisana v perzijščini, medtem ko je bila korespondenca z mameluškimi sultani v arabščini. Uradni notranji dokumenti (farmān, suyūrghāl) so bili prav tako napisani v perzijščini.
Kar zadeva pokrajinsko organizacijo, so pokrajine upravljali šehzadi in begi, ki so imeli manjše divane v vsaki od provinc. Upravljanje vojaških guvernerjev (begov) se je običajno prenašalo z očeta na sina. V mestih so bili uradniki, imenovani darugha, ki so skrbeli za finančne in upravne zadeve ter imeli tudi politično moč. Šehzadi in begi so imeli svoje vojake, imenovane nökerji, ki so bili usposobljeni in plačani.
Na jugu je Pirbudag, sin Džahana Šaha, postal guverner regije Širaz in do neke mere postal samostojni vladar, ki se je uprl očetu in si prizadeval za neodvisnost. Ta poteza je vzbudila očetovo jezo. Pirbudag je bil kasneje premeščen na mesto guvernerja Bagdada, a ga je na koncu ubil njegov oče.

## Kultura
Pod Timurlenkom se je kulturna entiteta Irana obnovila s perzijsko literaturo, umetnostjo in kulturo, ki so bile deležne pokroviteljstva po vsem Timuridskem cesarstvu. Posledično so na umetnost Kara Kojunluja opazno vplivali Timuridi. Džahan Šah je svojo poezijo pisal v azerbajdžanskem jeziku in perzijščini, medtem ko je Kitab-i Diyarbakriyya, zgodovino Kara Kojunluja in Ak Kojunluja , napisal Abu Bakr Tehrani v perzijščini.

## Kara Kojunlu in Indija
Sultan Kuli Kutb-ul-Mulk (vladal 1518–1543), ustanovitelj dinastije Kutb Šahi (sultanata Golkonda) v južni Indiji, je pripadal dinastiji Kara Kojunlu in bil neposredni potomec četrte generacije Kare Iskanderja (vladal 1421–1436). V 16. stoletju se je s svojim stricem Allah-Qulijem ter nekaterimi sorodniki in prijatelji preselil iz Irana v Delhi. Kasneje se je preselil na jug, na Dekan in služil Bahmanskemu sultanu Mahmoodu Šahu Bahmaniju II, ki je bil dekanski musliman po narodnosti. Ustanovil in razglasil je neodvisnost Sultanata Golconda po razpadu Bahmanskega sultanata na pet Dekanskih sultanatov.
V 16. stoletju so drugi Kara Kojunluji igrali pomembno vlogo v službi Mogulov v Indiji, kot so Bairam Khan (klan Bahārlū iz Kara Kojunlu, vrhovnega poveljnika mogulske vojske), njegov sin Abdul Rahim Khan-i-Khanan ali njegov nečak Kan Jahan I.
1. ↑  "It is somewhat astonishing that a sturdy Turkman like Jihan-shah should have been so restricted in his ways of expression. Altogether the language of the poems belongs to the group of the southern Turkman dialects which go by the name of 'Azarbayjan Turkish'."[5]